# Modrá, nikoli zelená planeta
Modrá, nikoli zelená planeta je kniha 2. českého prezidenta Václava Klause, která vyšla roku 2007. 
Autor v ní předkládá své vlastní názory na ochranu životního prostředí, zejména na globální oteplování, ve vztahu ke svobodě jednotlivce a k liberálním hodnotám. Jsou zde kritizovány postupy a aktivity ekologických organizací a některých vědců, kteří s nimi spolupracují. Recenzenti a kritici z řad odborné i laické veřejnosti vyčítají autorovi amatérismus v neekonomických tématech a z něho plynoucí množství chyb, omylů, rozporů, dezinterpretací a rovněž tak demagogický, černobílý přístup. Sám Václav Klaus prohlásil v roce 2017 "Spor o globální oteplování patří minulosti, prohráli jsme."
Kniha byla v prosinci 2007 vydána i v německém překladu pod názvem Blauer Planet in grünen Fesseln (Modrá planeta v zelených poutech). Autor se ji snažil propagovat na sérii akcí v Berlíně, Vídni, Drážďanech atd.
Ruský překlad knihy financoval ruský ropný koncern Lukoil.
Kniha byla dále přeložena do angličtiny, nizozemštiny, polštiny, španělštiny, italštiny, bulharštiny, slovinštiny, dánštiny, řečtiny, arabštiny, francouzštiny a japonštiny.
Kniha je používána jako argument pro popírání klimatické změny zejména pravicovými politiky. Přitom se neopírá o relevantní vědecké poznání, místo toho jako své zdroje používá dlouhodobě zdiskreditované a nedůvěryhodné zdroje. Jedním z mála přírodních vědců na které se Klaus odkazuje je americký fyzik Fred Singer. Ten ovšem proslul po odchodu do důchodu tím, že napadal vědecké poznání v řadě otázek a přitom bagatelizoval environmentální rizika, včetně problematiky ozonové vrstvy, pasivního kouření, nebezpečnosti azbestu a kyselých dešťů. Ve všech těchto otázkách se prokazatelně mýlil. Přitom jak ukazuje řada zdrojů například kniha "Obchodníci s pochybnostmi" historiků Naomi Oreskes a Erica Conwaye, Singer byl podporován průmyslovými skupinami, které využívali metody tabákového průmyslu na neutralizaci vědeckého poznání za účelem zabránění regulace nebezpečných aspektů jejich podnikání.

## Bibliografické údaje
- KLAUS, Václav. Modrá, nikoli zelená planeta. 1. vyd. Praha: Dokořán, 2007. 164 s. ISBN 978-80-7363-152-9.